# Черняховский, Сергей Феликсович
Серге́й Фе́ликсович Черняхо́вский (род. 14 июня 1956, Ливны, Орловская область) — советский и российский политический философ, политолог и публицист. Доктор политических наук, профессор кафедры истории и теории политики факультета политологии МГУ имени М. В. Ломоносова.
2012—2016 гг. — член Общественного Совета Министерства культуры РФ. С 2016 года член Совета по науке Министерства культуры РФ. В сентябре 2012 года стал одним из основателей и инициаторов создания Изборского клуба. С 2021 года — член Научного Совета Российского военно-исторического общества
Действительный член Академии политической науки.
Советник президента Международного независимого эколого-политологического университета (МНЭПУ).

## Детство и профессиональное становление
Родился 14 июня 1956 года в г. Ливны Орловской области, в семье врачей, где последние работали по распределению после ВУЗа. Мать — онколог, отец — известный позднее (в 60-80-е гг.) анестезиолог-реаниматолог, разработавший принципы организации отделений реаниматологии и интенсивной терапии в СССР. Детство и школьные годы провёл в Москве и Обнинске, первом наукограде СССР и России. Увлекался исторической литературой, научной фантастикой, удачно выступал на городских математических Олимпиадах, занимался несколькими видами спорта: баскетболом, плаванием, боксом и самбо.
После школы работал слесарем контрольно-измерительной аппаратуры на химическом заводе в Москве, учился в Московской государственном историко-архивном институте (сначала на заочном отделении, затем на вечернем), в 1975—1977 служил в Советской Армии. Старший сержант. Имел благодарность Министра Обороны СССР Маршала А. А. Гречко.
В 1981 г. с отличием окончил Московский государственный историко-архивный институт (ныне РГГУ), в 1982—1988 г. работал и преподавал там же.
Принимал активное участие[прояснить] в проведении и обеспечении деятельности XII Всемирного Фестиваля молодежи и студентов в Москве в 1985 г.
В 1988—1991 гг. — учёба в аспирантуре философского факультета МГУ имени М. В. Ломоносова, его научным руководителем был известный советский философ А. М. Ковалёв. В 1991 г. защитил кандидатскую диссертацию по теме: «Противоречивость труда при обобществленной собственности».
С 1992 г. по 2010 г. — работа в созданном в 1992 г. по инициативе академика Н. Н. Моисеева МНЭПУ: преподаватель, доцент, заместитель заведующего кафедрой, профессор, заместитель декана факультете политологии, заведующий отделением политологии и заведующий кафедрой общей политологии, экополитологии и глобалистики (2004—2008 гг.), с 2008 г. по 2010 г. — научный руководитель отделения политологии, заведующий кафедрой общей политологии, экополитологии и глобалистики, с весны 2010 года по май 2014 года — профессор совместной кафедры ЮНЕСКО-РГГУ Факультета истории, Политологии, Права ИАИ РГГУ, покинул РГГУ в связи с неприятием утверждающихся в нём экзотичеческих представлений об академической этике.
В 2007 г. защитил в МГУ докторскую диссертацию по теме: «Коммунистическая оппозиция в современной России: генезис, противоречивость, перспективы». По ряду отзывов, наиболее значимым в работе является следующее: применение модели Роккана — Липсета к условиям постсоциалистических стран и разработка понятия «пятый генетический раскол» (совмещение во времени четырёх традиционных расколов, описанных данной моделью) и понятия «социоокультурная партия» в отличие от традиционной «политической партии».
В мае 2008 года избран Действительным членом Академии политической науки.
В октябре 2018 года провозгласил политические репрессии «сущностной функцией государства».

## Научная деятельность
Области научных интересов: футурология российского развития, политические процессы современной России, левая оппозиция в современной России.
Опубликовал порядка 2 000 научных и аналитических работ, в том числе авторскую монографию «Противоречивость коммунистической оппозиции в современной России» — 2003 г., Соавтор четырёх коллективных монографий по политическому процессу современной России, по избирательной кампании 1999—2000 гг., (одна — издана Фондом Карнеги в США), а также серии статей в «Независимой газете», ряда статей в журналах «Коммунист» (1990 г.), «Вестник МГУ», «Обозреватель», «Россия XXI», «Полис», «Политбюро», «Коммерсант-Власть», «Политический класс» и др. Автор серии концептуальных статей в журнале «Политический класс», значительного числа публикаций в изданиях Московского центра Карнеги, а также Агентства политических новостей, Газеты.ру, «Русского журнала» и интернет-журнала «Новая политика», портала «КМ.ru», РИА Новости.
Многократно участвовал в исследовательских проектах Московского центра Карнеги, участник теоретических семинаров Экспериментального творческого центра С. Кургиняна и Международного центра Карнеги.
В 1996—2001 гг. — член Общественного Совета «НГ-Сценариев» — приложения к «Независимой газете» в то время, когда её возглавлял В. Т. Третьяков.
В МНЭПУ читал курс «Политические отношения и политический процесс в Современной России», курс «Общей политологии», ряд спецкурсов по политической борьбе и политической ситуации в современной России, ведёт политологический практикум.
Под его руководством защищён ряд кандидатских диссертаций и множество дипломных работ. В рамках программ ЮНЕСКО читает курс лекций в Российском государственном гуманитарном университете: «Теория и практика общественного согласия», спецкурсы «Научная фантастика, как форма политического сознания (художественная футурология)», «Концепт „Революция“».
Был одним из организаторов и членом Организационных комитетов Межвузовской научной конференции «Вторая Мировая война и современный мир» (Институт военной истории Министерства обороны РФ, Международный независимый эколого-политологический университет), которая прошла в Москве 26-27 апреля 2005 г. Председатель секции «Вторая мировая война и геостратегия современного мира», выступал на ней с пленарным докладом «Потсдамский мир и его противоречия» // Москва, Издательство МНЭПУ, 2005 г. (около 200 участников), участник Международного научного форума «О необходимых чертах цивилизации будущего» (к 90-летию со дня рождения выдающегося российского учёного, академика РАН Н. Н. Моисеева), 2007 г., Россия. Был сопредседателем секции «Глобализирующийся мир и России в условиях цивилизационных разломов» и выступал с докладом «Проблема стратегического самопределения: для нас и для всего мира»// О необходимых чертах цивилизации будущего. Член научно-редакционного совета издания «Материалы международного научного форума» // Москва, Издательство МНЭПУ, 2008.

## Общественная деятельность
В 1990—1993 годах — народный депутат Свердловского районного Совета народных депутатов г. Москвы. С 1990 года — член МГК КПСС. Не признал и отказался исполнять указы Б. Н. Ельцина о прекращении деятельности КПСС, вёл активную работу в МГК КПСС и Московской городской организации КПСС в период действия запрета КПСС. С 27 марта 1993 года по 1 июля 1995 года — член Политического исполнительного комитета и Совета СКП-КПСС. Был членом МГИК КПРФ/КПСС до отказа руководства КПРФ от членства в КПСС.
С середины 1990-х годов сосредоточился на научной, аналитической и консультативной работе. Одним из первых начал с академической точки зрения исследовать феномен коммунистической оппозиции в РФ, один из основных экспертов в стране по оппозиции.
До 2011 года жёстко критиковал политический курс президента России В. В. Путина. однако после отставки Юрия Лужкова и особенно начала войны в Ливии выступил в поддержку возвращения Путина на пост Президента РФ. С осени 2011 года резко осудил антипутинские выступления, начиная с митинга Болотной площади, как выражающие более правые интересы, чем политика Путина.
Осенью 2012 года стал одним из учредителей Изборского клуба. В концептуальной статье «Изборские тезисы» сформулировал основные постулаты его идеологии.
Неоднократно участвовал в передачах «Пресс-центр» (ОРТ), «Ничего личного» (ТВ Центр), «Глас Народа» (НТВ), «Что делать?» (Телеканал «Культура»), Радиостанции «Маяк», Русской службы Би-Би-Си, «Вечер с Владимиром Соловьевым».
В контексте полемики вокруг докторской диссертации Министра культуры РФ В. Р. Мединского совместно с М. Ю. Мягковым выступил в «Российской газете» с разоблачением спекулятивного и некорректного заявления членов Экспертного совета ВАК по истории от 2 октября 2017 года, рекомендовавших лишить Мединского докторской степени. Авторы обвинили подписавших заявление членов Совета в непрофессионализме, отступлении от профессиональной этики и пренебрежении академическими принципами.
В конце августа 2019 года, на фоне твердых мер противодействия, предпринятых властями РФ в отношении организаторов массовых беспорядков, пытавшихся добиться срыва выборов в Мосгордуму, опубликовал программный текст, в котором объявил главной причиной экономических успехов Китая твердость китайского руководства в подавлении попытки государственного переворота и выступлений вооруженных бандформирований на площади Тяньаньмэнь в Пекине в 1989 году и призвал российские власти аналогичным образом «иметь волю защищать свою страну… не только от внешнего, но и от внутреннего врага». По словам Черняховского, если бы 
руководители СССР, выступившие за сохранение страны в августе 1991 расстреляли сторонников путча Бориса Ельцина у Белого дома, то СССР продолжал бы существовать:

В августе 1991 года тем, кто что-либо знал об истории и политических процессах, было понятно: кто на такую площадь пришел, тот там и должен остаться. А потом — в зависимости от ситуации и национальных традиций: либо должны лежать как можно дольше, чтобы все видели и думали (так висели стрельцы у Петра), либо должны быть быстро убраны, чтобы люди и страна знали — в стране все в порядке, спите спокойно.— 

### Реакция на демонтаж монумента Коневу в Чехии
В апреле 2020 года, после демонтажа в Праге памятника Коневу, сравнил главу района Прага-6 Ондржея Коларжа с нацистским наместником Богемии и Моравии обергруппенфюрерром СС Гейдрихом и решительно осудил его поступок:

«Ондржей Коларж — такой же нацистский преступник, как и Генрих Гейдрих. И относиться и поступать по отношению к нему нужно ровно так же» (Гейдрих был ликвидирован операцией «Антропоид»).

При этом Черняховский заявил, что возрождение неонацизма в современной Европе имеет глубокие корни в утвердившейся моральной атмосфере, которая, с точки зрения обывателя, выглядит даже отвратительнее чем нацистский порядок, при котором «гомосексуалистов расстреливали, а представителей „деградационного искусства“ и тех либо иных видов „декаденса“ отправляли в концлагеря».

## Правительственные награды
Имеет правительственные награды как советского, так и постсоветского периодов.

## Научные труды

### Монографии
- Черняховский С. Ф. Противоречивость коммунистической оппозиции в современной России. Монография. М.: МНЭПУ, 2003. —2 39 с.
- Черняховский С. Ф. Коммунистические объединения — раздел в коллективной монографии //«Россия накануне Думских выборов 1999 г.»/ Под ред. М. Макфол, Н. Петров и А. Рябов. М.: Московский Центр Карнеги. Гэндальф. 1999.
- Черняховский С. Ф. Коммунистическое движение. Уроки и итоги кампании (недоступная ссылка) — разделы в коллективной монографии //«Россия на думских и президентских выборах» (недоступная ссылка)/ Под ред. М. Макфол, Н. Петров и А. Рябов. М. Московский Центр Карнеги, 2000.
- Черняховский С. Ф. Коммунистическое движение. Уроки и итоги кампании. Кампания Г. Зюганова — разделы в коллективной монографии // «Россия в избирательном цикле 1999—2000 годов»/ Под ред. М. Макфол, Н. Петров и А. Рябов. М.: Московский Центр Карнеги. Гэндальф, 2000.
- Черняховский С. Ф. , Черняховская Ю. С. Вершина Крыма. Крым в русской истории и крымская самоидентификация России. От Античности до наших дней. М. Книжный мир. 2015.
- Черняховский С. Ф. Политики. Предатели. Пророки. М. Книжный мир. 2015.
- Chernyakhovsky S. F. Kommunist Party of the Russian Federation (CPRF), The Movement in Support of The Army (DPA) (недоступная ссылка) // _science/sciences/ «Primer on Russia`s 1999 Duma Elections» (недоступная ссылка) / Edited by Michael Mcfaul.Nikolai Petrov. With Elizabeth Reisch. Washington.Carnegie endowment for International Peace. Carnegie Moscow Center. 1999

### Статьи
- Черняховский С. Ф. Плюрализм и логократия // Вестник Московского университета. Социально-политические исследования. 1990. № 4
- Черняховский С. Ф. Противоречивость труда при социализме (Социализм развитых противоречий) // Вестник Московского университета: Социально-политические исследования. 1991. № 1
- Черняховский С. Ф. Проект для России // Вестник Московского университета. Социально-политические исследования. 1994. № 2
- Черняховский С. Ф. Коммунистическое движение в ельцинистской России // Россия-XXI.1994. № 1-2
- Черняховский С. Ф. Коммунистическое движение в современной России // Россия-XXI. 1994. № 4-5
- Черняховский С. Ф. Национальные интересы: иллюзия легитимности // ПОЛИС.1997. № 1
- Черняховский С. Ф. В роли пропагандистских придатков государства // Выборы: законодательство и технологии. М.:2001. № 3
- Черняховский С. Ф. Между волнами и фазами истории: Россия и Франция // ПОЛИС. М.:2002. № 4
- Черняховский С. Ф. Революция-Реставрация-Революция (недоступная ссылка) // Политический класс. М.: 2005. № 2
- Черняховский С. Ф. Коммунисты России и XXI век. Что такое постиндустриальный социализм // Политический класс . М.:2008. № 7
- Черняховский С. Ф. Октябрьский рубеж. От Цивилизации постоянства к цивилизации прорыва (недоступная ссылка) // Политический класс. М.:2007, № 10
- Черняховский С. Ф. Между Миром Полдня и Градом Обреченным. Они могли стать богами, но убоялись и стали животными (недоступная ссылка) // Политический класс. — М., 2009. — № 6.

### Сноски
1. ↑  Гений короткой паузы - Terra America
2. ↑  Исследовательский комитет РАПН по сравнительной политологии (недоступная ссылка)
3. ↑  МНЭПУ. Дата обращения: 25 июля 2009. Архивировано 6 августа 2009 года.
4. 1 2 3 4 5 6  Черняховский, Сергей Феликсович Архивная копия от 8 декабря 2011 на Wayback Machine // База данных «Лабиринт»
5. ↑  http://vak.ed.gov.ru/common/img/uploaded/files/vak/announcements/politich/ChernjhovskijSF.doc (недоступная+ссылка)
6. ↑  Сергей Черняховский. Почему репрессии неизбежны // Газета "Завтра". — 2018. — 16 Октябрь. Архивировано 17 октября 2018 года.
7. ↑  Запрашиваемая вами страница не существует. Дата обращения: 25 июля 2009. Архивировано 26 июля 2009 года.
8. ↑  Архивированная копия. Дата обращения: 25 июля 2009. Архивировано из оригинала 19 октября 2008 года.
9. ↑  АПН — Агентство Политических Новостей. Дата обращения: 25 июля 2009. Архивировано 22 августа 2009 года.
10. ↑  Источник. Дата обращения: 25 июля 2009. Архивировано 13 февраля 2009 года.
11. ↑  kernel (1) / Ошибка Русский журнал
12. ↑  Архивированная копия. Дата обращения: 25 июля 2009. Архивировано из оригинала 19 июня 2009 года.
13. ↑  Сергей Черняховский - последние публикации автора и обзоры событий - РИА Новости
14. ↑  Московский Центр Карнеги — Фонд Карнеги за Международный Мир. Дата обращения: 25 июля 2009. Архивировано из оригинала 19 октября 2008 года.
15. ↑  Ресурсы нации. Дата обращения: 25 июля 2009. Архивировано 29 августа 2005 года.
16. ↑  «Изборские тезисы». Дата обращения: 9 октября 2012. Архивировано из оригинала 19 сентября 2012 года.
17. ↑  Черняховский С., Мягков М. Простая история: по поводу заявления членов Экспертного совета по истории о диссертации В.Р. Мединского // Российская газета. — 2017. — 17 октябрь (№ 7401 (235)). Архивировано 25 октября 2017 года.
18. ↑  Сергей Черняховский. Сергей Черняховский: Двадцать восемь лет назад под слова о «правах граждан» и недопустимости пролития крови погубили великую страну. Изборский Клуб (20 августа 2019). Дата обращения: 8 сентября 2019. Архивировано 31 декабря 2019 года.
19. 1 2  Пражский неонацизм: корни и истоки. КМ. Дата обращения: 28 апреля 2020. Архивировано 4 мая 2020 года.